# Stenhomalus rajaampatensis
Stenhomalus rajaampatensis là một loài bọ cánh cứng trong họ Cerambycidae.